# آدناو

نشان شهر آدناو آلمان

آدناو (Adenau) شهری است در ایالت راینلاند-فالتز آلمان.